# クリス・クリステンソン
クリス・クリステンソン（英語: Chris I. Christenson、1875年 - 1943年）は、ノルウェー出身、アメリカ合衆国のフィギュアスケート選手（男子シングル）。1926年全米選手権優勝。

## 主な戦績
| 大会/年    | 1922-23 | 1923-24 | 1925-26 |
| ---------- | ------- | ------- | ------- |
| 全米選手権 | 2       | 3       | 1       |